# Victoria Benedictsson
Victoria Maria Benedictsson, född 6 mars 1850 i Domme i Fru Alstads socken i Skåne, död 21 juli 1888 i Köpenhamn, var en svensk författare och dramatiker som skrev under pseudonymen Ernst Ahlgren. Trots sin relativt korta författargärning anses Benedictsson vara en av de främsta bland åttiotalets realistiska författare i Sverige och var en viktig del av det moderna genombrottet. I sina verk skildrar hon främst äktenskapsproblematik och aktuella kvinnosaksfrågor och hon fick mest genomslag med romanen Pengar (1885) som inspirerades av hennes eget liv och äktenskap.
Hennes karaktär och död genom självmord var inspiration till August Strindbergs huvudperson i pjäsen Fröken Julie.

## Biografi

### Uppväxt
Victoria Benedictssons föräldrar var lantbrukaren Thure Bruzelius och Helena Sophia Finérus. Hon växte upp på gården Charlottenberg i Domme på Söderslätt i sydvästra Skåne. Hennes mor lärde henne det mesta som en borgerlig flicka behövde kunna: franska, piano, sömnad, broderi och annat med en sträng kristen grund. Hennes far var mer frihetlig och tillsammans red de över de öppna fälten, han lärde henne att brottas och hon gjorde sitt bästa för att bli den son som hennes far längtade efter. Efter en tid insåg fadern dock att hon faktiskt inte var en son och ridturerna upphörde, vilket Victoria tolkade som avvisande och förakt. Efter det hatade hon att vara flicka och hon kunde inte stå ut med kvinnor i allmänhet.
Benedictsson var tidigt intresserad av konststudier och hon var fast besluten i att hon ville bli konstnär. Som ung tog hon konstlektioner av en Fröken Malmros i Malmö som uppmuntrade Benedictssons drömmar. I övre tonåren tog Benedictsson tjänst som guvernant i trakten för att tjäna pengar för att åka till Stockholm och utbilda sig till konstnär. Hon frågade sin far två gånger om hon kunde åka men nekades båda gångerna. Trots att Benedictsson aldrig fick gå på konstskola gjorde hon några tavlor och skisser som finns på Lunds universitetsbibliotek.
För att komma bort från sina föräldrars inflytande gifte hon sig som 21-åring med postmästaren i Hörby Christian Benedictsson (född 1822 i Landskrona, död 1899 i Hörby). Han var 49 år och änkling med fem barn från det tidigare äktenskapet. Tanken var att hon som gift kvinna skulle ha fler friheter, men hon insåg senare att hon var lika fängslad som innan och hon skulle senare beskriva äktenskapet som en form av prostitution då mannen var skyldig att underhålla henne medan hon var skyldig honom sin kropp. Under äktenskapet fick hon två egna döttrar varav en dog i späd ålder.
Benedictsson försökte under en längre tid att skapa ett namn som författare under olika pseudonymer. Hon började i smyg att skriva noveller inspirerade av Charles Dickens och skickade dem till olika tidningar utan framgång. Hon publicerade till exempel hösten 1876 romanen Sirénen under pseudonymen Tardif i Sydsvenska dagbladet. Baserat på sin uppväxt på en bondgård och sitt intresse för folket i trakten gjorde hon även uppteckningar om dialekter och folklivsskildringar för olika tidningar och tidskrifter där hon själv illustrerade berättelserna. Under den här tiden läste hon många av danske litteraturkritikern Georg Brandes texter och inspirerades av hans progressiva ideer och högintellektuella livet som stod i kontrast till Benedictssons eget liv bland folk som hon ansåg vara småsynta och skvallrande.
År 1882 insjuknade hon i en kronisk bensjukdom och blev sängliggande.

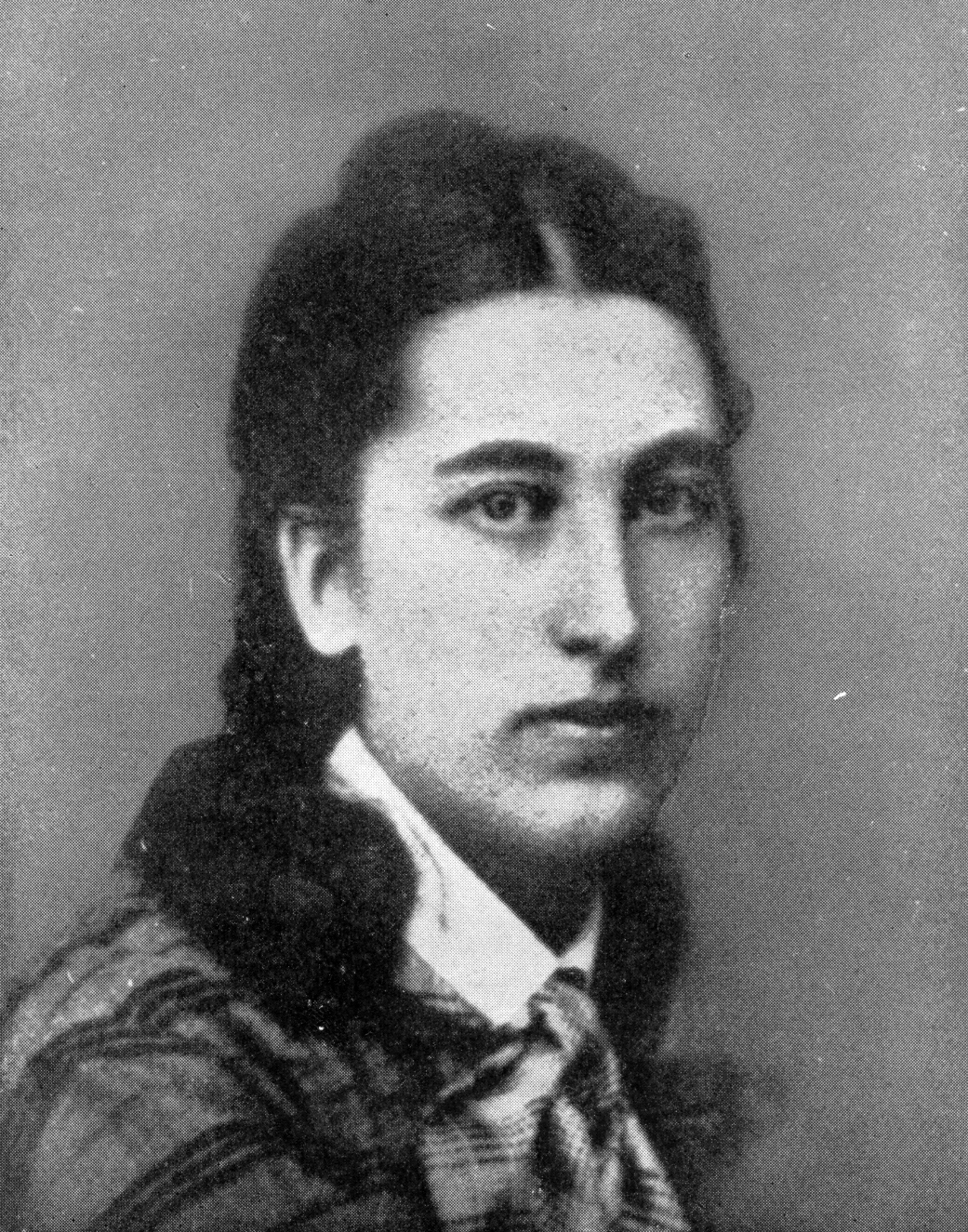
Victoria Benedictsson som ung.

### Författardebut
Under sjukdomsperioden utvecklade hon sitt författarskap och debuterade 1884 som Ernst Ahlgren med novellsamlingen Från Skåne. Vid denna tid blev hon vän med den elva år yngre Axel Lundegård, Hörbyprästens son med författarambitioner, och de byggde en djup vänskap. I sitt första brev till honom skrev hon att hon ”i åtta års tid under fem olika signaturer och i fem olika tidningar kämpat [sig] genom litterära motigheter”. Följande år utkom romanen Pengar som blev hennes genombrott.
Som Lundegård och många andra svenska författare under 1880-talet sökte hon sig till Köpenhamn där hon uppmärksammades av den danske litteraturkritikern Georg Brandes som hon även hade en olycklig kärleksaffär med.

### Död
Benedictsson begick självmord söndagen den 22:e juli 1888 på Leopolds hotell på Hovedvagtsgade 6 i Köpenhamn där hon skar sig i halsen med hjälp av en rakkniv. Hon ligger begravd på Vestre Kirkegård i Köpenhamn under namnet Ernst Ahlgren.
Hennes död blev en stor sensation i den nordiska litteraturvärlden och folk började tidigt att spekulera kring anledningarna till att hon valde att ta sitt liv. Även en stor del av den biografiska litteraturen om Benedictsson försöker förklara detta. Hennes vän Ellen Key som skrev den första biografin om Benedictsson Ernst Ahlgren (1889) fann anledningar i hennes motsägelsefulla karaktär och sociala utsatthet. Efter Fredrik Bööks biografiska verk från 1949 och 1950 har fokus tenderat att ligga på den olyckliga kärleken till Brandes åren 1886–1888. Feministiska litteraturvetare som Jette Lundbo Levy, Ebba Witt-Brattström och Nina Björk behandlar henne som en feministisk föregångsfigur dömd att gå under i ett patriarkalt samhälle då Benedictsson var djupt olycklig på grund av de begränsningar det innebar att vara kvinna under denna tid. 
Andra pekar på mer psykologiska anledningar, såsom psykoanalytikern Tora Sandström som menar att Benedictsson led av en "nevrotisk karaktärsbildning". Birgitta Holm menade 2007 att Benedictssons olycka emanerade från incestuösa övergrepp i barndomen. En biografi skriven 2012 av Birgitta Åkesson omfattar kärleksbreven mellan Benedictssons styvdotter Matti af Geijerstam och hennes blivande man Karl af Geijerstam. Dessa pekar på att Victoria Benedictsson var utmattad och överansträngd med ett förändrat känsloliv, vilket anges vara förklaringen till hennes död. Andra bidragande faktorer till hennes beslut kan ha varit hennes fattigdom och ensamhet samt hennes oro för sitt författarskap. Hennes roman Fru Marianne, skriven året innan hennes död, hade fått blandad kritik, Georg Brandes benämnde den förringande som "en Dame-Roman" och hans bror Edvard författade en nedgörande recension i dagstidningen Politiken.
Elisabeth Åsbrink som är den som senast (2022) skrivit en biografi om Benedictsson med titeln Mitt stora vackra hat menar att tidigare forskning fokuserat för mycket på Benedictssons relation till Brandes och hennes sexualitet och att hon var en mycket mer komplex figur än vad hon tidigare fått erkännande för.

## Författarskap

### Prosa och dramatik
Benedictssons debut som Ernst Ahlgren var novellsamlingen Från Skåne (1884) som skilderar folklivsberättelses bl.a. från den skånska landsbygden där kvinnors liv ofta hamnar i fokus. Året därefter skrev hon Pengar (1885) baserad på sina egna upplevelser och handlar om en ung och omogen flicka som övertalas att gifta sig alltför tidigt med en förmögen godsägare, men som så småningom bryter sig ut ur äktenskapet. Den senare skrivna romanen Fru Marianne (1887) skildrar en kvinna som slits mellan sin man Börje, en hederlig och praktisk bonde, och den kultiverade vännen Pål. Där Pengar slutar med skilsmässa, ger Fru Marianne en mer konservativ bild av äktenskapen med ett slut som bygger på samförstånd mellan makarna. Innan hon avled arbetade hon även på romanen Modern som delvis är baserad på hennes relation med Axel Lundegård.
Som dramatiker skrev hon och tillsammans med Axel Lundegård föreställningen i tre akter Final (1885) som hade premiär på Kungliga Dramatiska Teatern i Stockholm den 29 november 1888, det vill säga, efter Benedictssons död. Hon skrev även enaktaren I telefon (1887) som hade premiär på Kungliga Dramatiska Teatern den 7 mars 1887 och blev en stor publikframgång. Vidare skrev hon skrev pjäsen Romeos Julia 1888 samt Den bergtagna, vars handling baserades på Benedictssons förälskelse i Brandes och vars utkast hittades efter hennes död. I telefon var den enda av Benedictssons pjäser som spelades under hennes livstid.

### Biografier och forskning
Victoria Benedictsson skrev 1887 i tidningen Dagny en biografisk text över författarinnan Harriet Martineau. I Martineau fann hon en jämlike och texten handlar lika mycket om henne själv som Martineau. Benedictssons egen inställning till både arbete, kritik och kärlekslängtan skiner igenom i hur hon presenterade Martineau. Författaren Birgitta Åkesson lyfter bland annat fram följande citat i sin bok:
| ”                       | "Arbetet var för henne hvad morfin kan vara för andra, på en gång ett medel att döfva smärtan och att hålla sig uppe. Det var alltid svårt för henne att medge, att hon arbetade för mycket, och om hon någon gång gjorde detta erkännande, brukade hon tillägga, att hon icke kunde låta bli, och att arbetet måste göras… … När Harriet Martineau efter detta … lemnade hans hus (förläggarens), var hon så uppgifven af andlig och kroppslig trötthet, att hon knappt kunde släpa sig fram. Att åka hade hon ej råd. Hon måste stödja sig mot ett gammalt smutsigt plank för att ej falla, ty det gick rundt för hennes ögon; men ännu när hon stod der, matt och utsliten, med slutna ögon, sade hon till sig själf: 'min bok skall slå igenom ändå'. … Ständig sinnesoro tillika med öfveransträngningen bröt hennes krafter, och just då hon i sällskap med några vänner anträdt en resa till Schweiz, insjuknade hon och måste med den största försiktighet återföras till England. … …sin långa sjukdom. Den varade i fem år, och hon var så svag, att hon icke förmådde gå längre än från sin bädd i det ena rummet till soffan i det andra. Men för sin verksamma ande var det omöjligt att förblifva i sysslolöshet. Så fort plågorna lemnade henne någon ro, skref hon alltid på ett eller annat arbete. | „ |
| – Victoria Benedictsson | |   |

### Postum utgivning
Benedictssons litterära kvarlåtenskap ärvdes av Axel Lundegård, som successivt gav ut en stor del av denna och skrev färdigt en rad ofullständiga manuskript. Han fullbordade först hennes roman Modern (1888) och skådespelet Den bergtagna (1888) samt gav ut hennes efterlämnade noveller.
Lundegård konstruerade även tre "självbiografier" av Benedictssons brev, anteckningar och dagböcker. Hans biografi Victoria Benedictsson (1890; 2:a utvidgade uppl. 1908, 3: utvidgade uppl. 1928) stöddes av författarinnans brev och anteckningar och är ett bidrag till hennes karakteristik. Han använde även Benedictssons kvarlåtenskap som grund för verk publicerade i sitt eget namn, såsom romanen Elsa Finne (1902) som till större delen är lätt redigerade utdrag ur Benedictssons efterlämnade dagböcker samt Röde prinsen, ett ungdomslif i stämningar (1889).
Det var inte förrän 1978–1985, då Christina Sjöblad gav ut dem, som Benedictssons dagböcker kunde läsas obearbetade och i sin helhet. Hennes arkiv finns på Universitetsbiblioteket, Lunds universitet. Lisbeth Larsson kritiserar senare i sin studie Hennes döda kropp från 2008 Lundegård för hans tvivelaktiga hantering av Benedictssons efterlåtenskap, då hon visar hur han bearbetade och redigerade flera av verken han utgav postumt, bland annat novellen "Ur mörkret". 
2013 gavs brevväxlingen mellan Victoria Benedictsson och Axel Lundegård ut, vilket gjorde det möjligt att för första gången kunna följa författarnas hela dialog med varandra.
1988 gav bokförlaget Jungfrun ut Benedictssons pjäs Teorier: ett lustspel, som hon skrev sommaren 1887. En andra upplaga kom 1994 på samma förlag.

### Citat
| ”                                            | "Detta avskyvärda att icke få vara människa endast kvinna, kvinna, kvinna!" | „ |
| – Victoria Benedictsson, - Dagboksanteckning |                                                                             |   |

## Influenser och adaptationer

### Teater
Många teaterföreställningar har gjorts om Benedictssons liv genom åren, och på senare år inkluderar detta en monolog om Benedictsson upp med namnet Ni kan kalla mig Ernst på Malmös stadsteater från 2016. År 2019 hade även pjäsen Förbjuden ingång, en återberättelse om Benedictssons liv skriven av Mattias Nordkvist och Anna Pettersson, premiär på Göteborgsoperan.

### Film & TV
Sonja Pleijel och Marianne Söderberg skapade 1988 TV-filmen Postmästarfrun från Hörby om hennes levnadsöde.

## Minnesmärken
- Ernst Ahlgrens väg, Hörby[25]
- Ernst Ahlgrensgatan, Malmö [25]
- Ernst Ahlgrens väg, Stockholm [25]

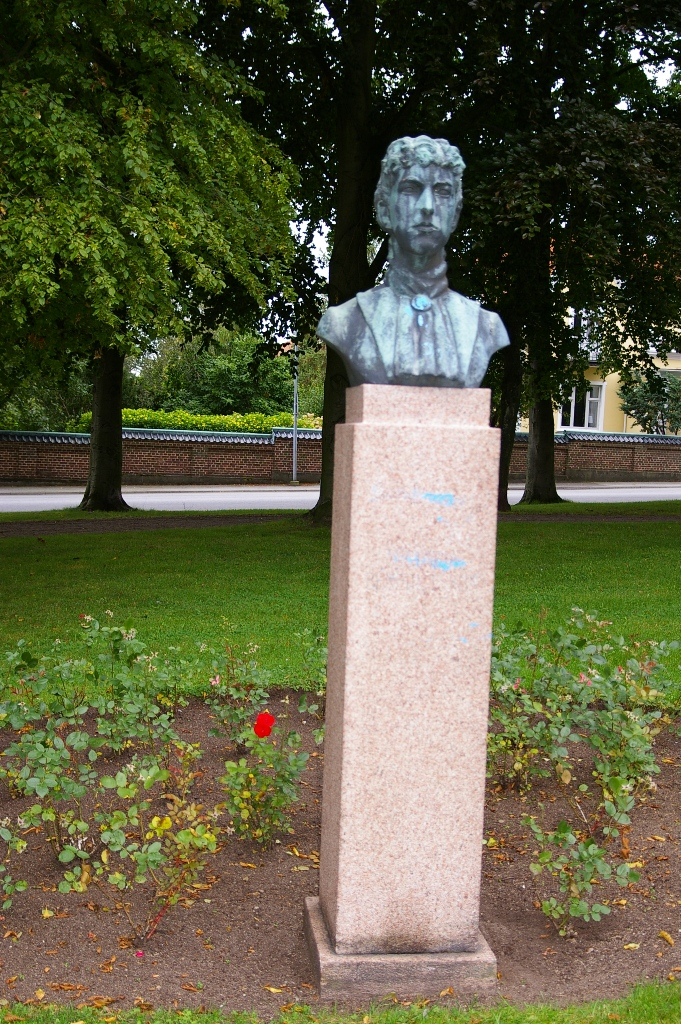
Byst av Victoria Benedictsson i Hörby.

- Ernst Ahlgrensparken, Hörby - med en byst föreställande Benedictsson [26]
- Minnessten i närheten av hennes födelseort, Domme, rest 1950 [27]
- Minnesplakett på det hus där hon bodde åren 1873-1888  i Hörby[27]
- Fast utställning på Hörby museum [28]
- Victoria Benedictssons park, invigd 26 september 2024.
- Pågatåg 002 bär namnet Victoria Benedictsson[29]

### Prosa
- Sirénen (1876)
- Från Skåne (1884)
- Pengar (1885)
- Folklif och småberättelser (1887)
- Fru Marianne (1887)
- Berättelser och utkast (1888)
- Modern (1888), fullbordat av Axel Lundegård.
- Efterskörd (1890), utgiven av Axel Lundegård och innehållande 9 noveller och manuset till I telefon och Romeos Julia.

### Dramatik
- Final (1885), tillsammans med Axel Lundegård.

- I telefon (1887)
- Teorier: ett lustspel (1887)

- Romeos Julia (1888)
- Den bergtagna (1890), fullbordat av Axel Lundegård.

### Varia
- Brevväxlingen mellan Victoria Benedictsson och Axel Lundegård volym I 1884. Utgiven av Bert och Birgitta Åkesson. GML-förlag 2013. Breven ges ut i fyra volymer http://libris.kb.se/bib/14222034, http://libris.kb.se/bib/14225748, http://libris.kb.se/bib/14798507
- Bref från Victoria Benedictsson (Ernst Ahlgren) till Karl och Matti af Geijerstam. Stockholm: Bonnier. 1909. Libris 60191. http://litteraturbanken.se/#!forfattare/GeijerstamN/titlar/Korrespondens/info/faksimil
- Ernst Ahlgren och Esselde: en brefväxling. Stockholm: Wahlström & Widstrand. 1910. Libris 1391591
- En själfbiografi ur bref och anteckningar (2., omarb. uppl). Stockholm. 1908. Libris 11629. http://litteraturbanken.se/#!forfattare/LundegardA/titlar/VictoriaBenedictsson/info/etext - Samlade och utgivna av Axel Lundegård.
- Stora boken (1. uppl.). Lund. 1978-1985. Libris 163136 - 3 volymer utgivna under redaktion av Christina Sjöblad.
  -  Vol. 1, Dagbok 1882-1884. Skrifter utgivna av Lunds universitetsbibliotek, 0348-4572 ; N.F., 1:1 Cavefors klassiker, 99-0142183-7. Lund: Cavefors. 1978. Libris 163140. ISBN 91-504-0676-0. http://litteraturbanken.se/#!forfattare/BenedictssonV/titlar/StoraBokenI/info/etext
  -  Vol. 2, Dagbok 1884-1886. Lund: Univ.-bibl. 1982. Libris 163138. ISBN 91-38-90230-3. http://litteraturbanken.se/#!forfattare/BenedictssonV/titlar/StoraBokenII/info/etext
  -  Vol. 3, Dagbok 1886-1888. Skrifter utgivna av Lunds universitetsbibliotek, 0348-4572 ; N.F., 1:3. Stockholm: LiberFörlag. 1985. Libris 163139. ISBN 91-38-90588-4. http://litteraturbanken.se/#!forfattare/BenedictssonV/titlar/StoraBokenIII/info/etext

### Samlade upplagor och urval
- Samlade berättelser. Stockholm: Bonnier. 1900. Libris 1662326 - 4 delar utgivna av Axel Lundegård.
  -  1. Från Skåne: studier (2. uppl. /illustr. af Carl Aspelin). Stockholm: Bonnier. 1900. Libris 898213
  -  2. Folklif och småberättelser (2. uppl. /illustr. af Carl Aspelin). Stockholm: Bonnier. 1900. Libris 1715413. https://runeberg.org/bvfolklif/
  -  3. Berättelser och utkast (2. uppl). Stockholm: Bonnier. 1900. Libris 1473977
  -  4. Efterskörd (2. uppl). Stockholm: Bonnier. 1900. Libris 1473987
- Samlade skrifter. Stockholm: Bonnier. 1918-1920. Libris 53916 - 7 volymer. Redaktör: Axel Lundegård.
- Skrifter. Stockholm: Bonnier. 1950. Libris 1259789 - 4 volymer i urval av Fredik Böök.
- Ord på liv och död: kortprosa, drama, dagbok. Svenska klassiker / utgivna av Svenska akademien, 99-2090989-0. Stockholm: Atlantis. 2008. Libris 11176678. ISBN 978-91-7353-249-5. http://litteraturbanken.se/#!forfattare/BenedictssonV/titlar/OrdPaLivOchDod/info/pdf -  Under redaktion av Ebba Witt-Brattström och med inledning av Horace Engdahl.